# Francis Ogilvy-Grant, VI conte di Seafield
Francis William Ogilvy-Grant, VI conte di Seafield (6 marzo 1778 – 30 luglio 1853) è stato un nobile e politico scozzese, capo del Clan Grant.

## Biografia
Era il quarto figlio di Sir James Grant, VIII Baronetto, e di sua moglie, Jane Duff, figlia di Alexander Duff.
La famiglia di Grant, succeduta nel 1811 al titolo di Conte di Seafield, adottò per prima il cognome Grant-Ogilvie, altrimenti Grant-Ogilvy. 
Nel 2017 il nome di famiglia è Ogilvie-Grant secondo le Seafield Estates.

## Carriera
Essendo un figlio minore, iniziò una carriera militare quando aveva 15 anni nel 1793 come tenente nei Strathspey Fencibles. Dopo aver preso parte ad altri reggimenti, nel 1799 fu nominato tenente colonnello del Terzo Argyllshire Fencibles e servì nella guarnigione di Gibilterra (1800-1801). Ricevette il grado di colonnello nel 1809 e la carica di Lord luogotenente di Inverness. Nel frattempo, il "Colonnello Grant", come era noto, intraprese una carriera politica.
Nel 1802 fu eletto alla Camera dei comuni per Elgin Burghs, un seggio che mantenne fino al 1806, e Inverness Burgs (1806-1807), Elginshire (1807-1832) e Nairnshire (1832-1840). Nel 1840 successe a suo fratello maggiore come conte di Seafield, e sedette alla Camera dei lord. Partecipò quindi al Parlamento per un periodo di 50 anni, votando contro l'atto di riforma del 1832 mentre seduto al Commons. 
Vivendo principalmente a Cullen House, il suo gusto per il paesaggio ornamentale ha portato a ristrutturazioni della casa, dei terreni e della città vicina, nonché miglioramenti alle altre città all'interno delle sue proprietà.
Nel 1826, a Duthil, Lord Seafield istruì la ricostruzione della Chiesa Parrocchiale e la costruzione del Mausoleo di Seafield.
Nel 1836 diede accesso alle sue terre a rappresentanti della New Brunswick and Nova Scotia Land Company.

## Matrimoni

### Primo Matrimonio
Sposò, il 20 maggio 1811, Mary Anne Dunn (6 marzo 1795-27 febbraio 1840), figlia di John Charles Dunn. Ebbero nove figli:
- James Ogilvy-Grant (16 aprile 1812-15 marzo 1815);
- Francis William Ogilvy-Grant (5 ottobre 1814-11 marzo 1840);
- John Ogilvy-Grant, VII conte di Seafield (4 settembre 1815-18 febbraio 1881)[4];
- James Ogilvy-Grant, IX conte di Seafield (27 dicembre 1817-5 giugno 1888);
- Lewis Alexander Ogilvy-Grant (18 settembre 1820-24 dicembre 1902), sposò Georgiana Maunsell, ebbero quattro figli;
- Lady Jane Ogilvy-Grant (-16 settembre 1861), sposò Edward Walker, ebbero un figlio;
- George Henry Ogilvy-Grant (13 febbraio 1825-31 maggio 1873)
- un figlio;
- Edward Alexander Ogilvy-Grant (17 giugno 1833-1844).

### Secondo Matrimonio
Sposò, il 17 agosto 1843, Louisa Emma Maunsell (1824-2 agosto 1884), figlia di Robert Maunsell. Non ebbero figli.

## Morte
Lord Seafield morì il 30 luglio 1853, all'età di 75 anni, e fu sepolto nel mausoleo di famiglia a Duthil Old Parish Church and Churchyard.